# Sport- und Wellnessbad Eggenberg
Das Sport- und Wellnessbad Eggenberg, auch Auster genannt, befindet sich im Grazer Bezirk Eggenberg und ist eine bedeutende Wassersportanlage der Steiermark. Das Bad wird von der Holding Graz betrieben.

## Vorgeschichte
1972/73 wurde auf dem Gelände das „Frei- und Hallenbad Eggenberg“ errichtet, welches in erster Linie auf den Schul- und Schwimmsport ausgerichtet war. Seit 1985 von den Freizeitbetrieben der Grazer Stadtwerke AG betrieben, bestand seit Mitte der 1990er Jahre Sanierungsbedarf. 1996 wurde ein Sanierungs- und Umbaukonzept erstellt, welches aufgrund fehlender Mittel verschoben wurde. 2002 wurde das Sanierungskonzept zugunsten eines Neubaus verworfen, da dieser als langfristig wirtschaftlicher angesehen wurde. 2006 kam es durch den Gemeinderat der Stadt Graz zu einer neuen Ausschreibung; im Wettbewerb setzte sich der Entwurf von Fasch & Fuchs Architekten durch. Nach 35 Jahren Nutzung und in desolatem Zustand wurde das alte Bad im Jahr 2009 innerhalb von vier Monaten vollständig abgetragen. Dabei wurden rund 60.000 m³ umgebauter Raum abgebrochen und über 20.000 Tonnen Material – vorwiegend schwerer Beton – entsorgt. Eine Besonderheit stellte hierbei die Tiefe der unterirdischen Kellereinbauten (bis 7,5 m tief) und die mächtigen Fundamentierungen dar. Im Zeichen der Nachhaltigkeit wurde der gesamte abgetragene Beton und Asphalt aufbereitet und der Wiederverwendung als Baustoff zugeführt. Noch im Jahr 2009 wurde mit dem Bau des neuen Bades begonnen, der Anfang des Jahres 2011 abgeschlossen und im Februar 2011 eröffnet wurde.

## Architektur
Der Beiname „Auster“ entstammt den Plänen der Architekten, die ihn folgendermaßen beschreiben: „Gleich einer leicht geöffneten Auster, die sich großzügig zum Freibereich öffnet, um das intime Innere mit Licht und Natur zu durchspülen, birgt eine Schale sämtliche Bade- und Wellnesseinrichtungen.“ Der Plan wurde 2012 mit dem Geramb-Dankzeichen für gutes Bauen ausgezeichnet.

## Ausstattung
Ein überdachtes 50 m-Becken mit einer Sprunganlage mit 5 m Sprungturm und Sprungbrettern für Synchronspringbewerbe kann in Zusammenhang mit der Zuschauertribüne für Wettkämpfe verwendet werden. Im Becken sind sowohl Kurz- wie Langbahnbewerbe möglich. Im Freibereich befindet sich ein 50 m Außenbecken, welches aufgrund seiner geringen Tiefe nicht wettkampftauglich ist. Im 5 m tiefen Sprungbecken mit 10 m Sprungturm werden regelmäßig Wettkämpfe abgehalten. Die Auster beherbergt außerdem einen 2.000 m² großen Spabereich.

## Sport
Das Sportbad beheimatet verschiedene Schwimmvereine wie den ATUS Graz, den USC Graz und das steirische Schwimm-Leistungszentrum. Neben dem Wasserballverein WBV Graz, den Flossenschwimmern des FC Graz und den Turmspringern des GAK trainiert die Unterwasser-Rugby Mannschaft des STC Graz im Bereich des Sprungturms. Das Bad ist regelmäßig Austragungsort internationaler Wettkämpfe: 2012 die Jugend-WM im Flossenschwimmen, jährlich ein internationales Schwimm-Meeting mit Qualifikationsstatus, ATUS Graz Trophy und ein jährlich ausgetragenes internationales Unterwasser-Rugby Turnier. Im Sommer 2019 gastiert die Unterwasser-Rugby-Weltmeisterschaft im Sportbad.